# Орхоменос (Аркадия)
Орхомено́с (греч. Ορχομενός) — деревня в Греции, на месте древнего города Орхомена. Расположена на высоте 762 метра над уровнем моря, в центральной части полуострова Пелопоннеса, в 4 километрах к северу от Левидиона, в 32 километрах к юго-западу от Немеи, в 24 километрах к северо-западу от Триполиса и в 127 километрах к юго-западу от Афин. Входит в общину (дим) Триполис в периферийной единице Аркадии в периферии Пелопоннес. Население 15 жителей по переписи 2011 года.
Национальная дорога 66 Левидион — Немея проходит к востоку от деревни. Национальная дорога 74 Триполис — Олимпия проходит к западу от деревни.
До июня 1963 года называлась Калпаки (Καλπάκι).

## История
По преданию древний город Орхомен (др.-греч. Ὀρχομενός) основан Орхоменом, сыном Ликаона. Гомер называл в «Списке кораблей» Орхомен «богатым мелким скотом (овцами и козами)» (др.-греч. πολύμηλος). Фукидид называл его «аркадский Орхомен» (Ὀρχομενός ὁ Ἀρκαδικός), чтобы отличить от более известного Орхомена Минийского в Беотии. Жители Орхомена принимали участие в Фермопильском сражении и битве при Платеях. Входил в Ахейский союз. Пришел в упадок. На вершине горы находился старый город с агорой и театром IV—III века до н. э. Ниже акрополя был построен новый город, с храмами Посейдона и Афродиты.

## Археология
Раскопки проводила Французская школа в Афинах под руководством Гюстава Менделя. Были обнаружены театр IV—III века до н. э., стены, агора, булевтерий и храм Артемиды Позднее раскопки продолжил Теодорос Спиропулос. Были обнаружены тумулус, микенское поселение и храм у соседней деревни Палеопиргоса, расположенной к востоку, древний храм между Орхоменосом и Палеопиргосом, на месте которого построена раннехристианская базилика.

## Сообщество Орхоменос
В местное сообщество Орхоменос входит деревня Русис. Население 17 жителей по переписи 2011 года. Площадь 4,051 квадратных километров.
| Наименование | Население (2011), человек |
| ------------ | ------------------------- |
| Орхоменос    | 15                        |
| Русис        | 2                         |

## Население
| Год  | Население, человек |
| ---- | ------------------ |
| 1991 | 24                 |
| 2001 | 14                 |
| 2011 | ↗ 15               |